# Resolutie 1885 Veiligheidsraad Verenigde Naties
Resolutie 1885 van de Veiligheidsraad van de Verenigde Naties werd unaniem door de VN-Veiligheidsraad aangenomen op 15 september 2009 en verlengde het mandaat van de VN-missie in Liberia tot 30 september 2010. Op vraag van Liberia zelf nam de Liberiaanse VN-vertegenwoordiger deel aan de vergadering hierover.

## Achtergrond
Na de hoogtijdagen onder het decennialange bestuur van William Tubman, die in 1971 overleed, greep Samuel Doe de macht. Diens dictatoriale regime ontwrichtte de economie en er ontstonden rebellengroepen tegen zijn bewind, waaronder die van de latere president Charles Taylor. In 1989 leidde de situatie tot een burgeroorlog waarin de president vermoord werd. De oorlog bleef nog doorgaan tot 1996. Bij de verkiezingen in 1997 werd Charles Taylor verkozen en in 1999 ontstond opnieuw een burgeroorlog toen hem vijandige rebellengroepen delen van het land overnamen. Pas in 2003 kwam er een staakt-het-vuren en werden VN-troepen gestuurd. Taylor ging in ballingschap en de regering van zijn opvolger werd al snel vervangen door een overgangsregering. In 2005 volgden opnieuw verkiezingen, waarna Ellen Johnson-Sirleaf de nieuwe president werd.

## Inhoud

### Waarnemingen
De Liberiaanse overheid spande zich nog steeds in voor nationale verzoening, economisch herstel, de strijd tegen corruptie en goed bestuur. Vooral het versterken van de controle op de natuurlijke rijkdommen en landhervormingen waren daarbij van belang. Verder had ook de waarheids- en verzoeningscommissie haar werk voltooid.
Om Liberia en de omliggende subregio permantent te stabiliseren moesten 's lands leger en politie verder ontwikkeld en geprofessionaliseerd worden. Dit was een belangrijke factor in de toekomstige terugtrekking van de UNMIL-vredesmissie in het land. Er waren echter nog te veel problemen, waaronder gewelddadige misdaad. Voorts werd ook rekening gehouden met de presidents- en parlementsverkiezingen en de beveiliging van de Speciale Rechtbank voor Sierra Leone.

### Handelingen
Aldus verlengde de Veiligheidsraad UNMIL's mandaat tot 30 september 2010. De vredesmacht werd ook geautoriseerd om logistieke steun te verlenen aan de organisatie van de verkiezingen, de internationale bijstand aan die verkiezingen te coördineren en te helpen met het creëren van de juiste omstandigheden voor vreedzame verkiezingen. Op aanbevelen van de secretaris-generaal zouden deze verkiezingen gelden als een kernfactor in de terugtrekking van UNMIL.
Op verder aanbevelen van de secretaris-generaal stemde de Veiligheidsraad in met het inzetten van de derde fase van die terugtrekking van oktober 2009 tot mei 2010. Daarbij zouden 2029 troepen worden weggehaald waarna er 7952 overbleven in Liberia en 250 bij de Speciale Rechtbank voor Sierra Leone. Het politiecomponent bleef ongewijzigd.

## Verwante resoluties
- Resolutie 1836 Veiligheidsraad Verenigde Naties (2008)
- Resolutie 1854 Veiligheidsraad Verenigde Naties (2008)
- Resolutie 1903 Veiligheidsraad Verenigde Naties
- Resolutie 1938 Veiligheidsraad Verenigde Naties (2010)

Lijst ·  1860 ·  1861 ·  1862 ·  1863 ·  1864 ·  1865 ·  1866 ·  1867 ·  1868 ·  1869 ·  1870 ·  1871 ·  1872 ·  1873 ·  1874 ·  1875 ·  1876 ·  1877 ·  1878 ·  1879 ·  1880 ·  1881 ·  1882 ·  1883 ·  1884 ·  1885 ·  1886 ·  1887 ·  1888 ·  1889 ·  1890 ·  1891 ·  1892 ·  1893 ·  1894 ·  1895 ·  1896 ·  1897 ·  1898 ·  1899 ·  1900 ·  1901 ·  1902 ·  1903 ·  1904 ·  1905 ·  1906 ·  1907